# Вільгельм Мендсен-Болькен
Вільгельм Гергард Оскар Юліус Мендсен-Болькен (нім. Wilhelm Gerhard Oskar Julius Meendsen-Bohlken; 25 червня 1897, Ольденбург — 20 серпня 1985, Кельн) — німецький військово-морський діяч, віце-адмірал крігсмаріне. Кавалер Лицарського хреста Залізного хреста.

## Біографія
4 січня 1915 року вступив на флот добровольцем. Учасник Першої світової війни, служив на важкому крейсері «Фрея» (4 лютого — 19 березня 1915), лінійних кораблях «Гессен» (20 березня 1915 — 21 грудня 1916) і «Сілезія» (22 грудня 1916 — 17 серпня 1917). 18 листопада 1917 року переведений в підводний флот, вахтовий офіцер на підводних човнах U-80 і U-117.
24 листопада 1918 року демобілізований. 27 березня 1919 року зарахований в резерв ВМС і 11 листопада офіційно прийнятий на службу. Служив на міноносцях і тральщиках, в частинах берегової оборони. З 27 вересня 1928 по 30 вересня 1929 року — прапор-лейтенант 2-ї флотилії міноносців. З 1 квітня 1931 року — референт групи ППО Морського керівництва. З 27 вересня 1933 по 2 жовтня 1935 року — командир 3-й півфлотилії міноносців. Закінчив Військову академію (1936). З 25 серпня 1936 року — 1-й офіцер Адмірал-штабу в штабі командувача розвідувальними силами.
16 травня 1938 року очолив Відділ економіки озброєнь в Штабі військової економіки ОКМ. З 12 червня 1941 року — командир важкого крейсера «Адмірал Шеер», на якому до листопада 1942 року вів торгову війну на північних морських шляхах. З 29 листопада 1942 по 4 березня 1943 року очолював командування німецькими ВМС в Тунісі, а з 5 березня по 17 травня 1943 і з 13 серпня 1943 по 16 липня 1944 року командував німецькими ВМС в Італії (штаб — Рим). У підпорядкуванні Мендсена перебували німецькі ВМС в Середземномор'ї. Намагався вести активні дії проти англійського флоту. 31 липня 1944 року призначений останнім у Другій світовій війні командувачем німецьким флотом. Очолювані Мендсеном надводні сили флоту в останній період війни активних бойових дій не вели. 23 травня 1945 року заарештований владою союзників. 5 грудня 1946 року звільнений.

## Звання
- Кадет (4 січня 1915)
- Фенріх-цур-зее (18 вересня 1915)
- Лейтенант-цур-зее (13 січня 1917)
- Оберлейтенант-цур-зее (10 січня 1921)
- Капітан-лейтенант (1 травня 1927)
- Корветтен-капітан (1 жовтня 1934)
- Фрегаттен-капітан (1 жовтня 1937)
- Капітан-цур-зее (1 жовтня 1939)
- Контр-адмірал (1 лютого 1943)
- Віце-адмірал (1 червня 1944)

## Нагороди
- Залізний хрест
  - 2-го класу (1 липня 1916)
  - 1-го класу (30 грудня 1919)
- Військовий Хрест Фрідріха-Августа (Ольденбург)
  - 2-го класу (19 листопада 1917)
  - 1-го класу
- Нагрудний знак підводника (1918) (жовтень 1918)
- Почесний хрест ветерана війни з мечами (5 жовтня 1934)
- Медаль «За вислугу років у Вермахті» 4-го, 3-го і 2-го класу (18 років; 2 жовтня 1936)
- Орден Медауйя, командорський хрест (Іспанське Марокко; 13 травня 1938)
- Хрест Воєнних заслуг 2-го і 1-го класу з мечами
- Орден Корони Італії, командорський хрест (11 березня 1941)
- Застібка до Залізного хреста
  - 2-го класу (10 червня 1942)
  - 1-го класу (30 серпня 1942)
- Нагрудний знак флоту (29 листопада 1942)
- Нарукавна стрічка «Африка» (1943)
- Німецький хрест в золоті (15 вересня 1943)
- Лицарський хрест Залізного хреста (15 травня 1944)